# Ba Khin

Saya Gyi U Ba Khin (6 de março de 1899 – 19 de Janeiro de 1971) foi um influente professor de meditação Vipassana e funcionário do governo birmanês. É muito lembrado pela grande influencia que exerceu dentro do crescimento e divulgação da meditação vipassana, e  pela continuação e popularização de seus ensinamentos realizados por seus alunos, principalmente S. N. Goenka. 

## Vida e trabalho
Ba Khin nasceu em Yangon, durante o regime colonial britânico. Em março de 1917, ainda jovem, ele destacou-se de maneira exemplar nos estudos. Entretanto, a pressão familiar o forçou a descontinuar sua educação formal para começar a ganhar dinheiro. Seu primeiro trabalho foi em um jornal birmanês chamado "O Sol", mas logo começou a trabalhar como auxiliar de contador no escritório do Contador Geral da Birmânia. Em 1926 ele passou nos exames para contador pelo governo provincial.
Em janeiro de 1937 Ba Khin conheceu um estudante de Saya Thet Gyi, que era um próspero fazendeiro, aluno do renomado mestre Ledi Sayadaw, que ensinou a ele Anapana-Sati, uma meditação ensinada pelo Buda. Quando Bah Khin tentou a meditação chegou a experimentar uma boa concentração que o impressionou muito, tanto que logo resolveu ter um curso completo de Vipassana que Thet Gyi oferecia em um centro que havia criado para esse propósito. Bah Khim progrediu bem em seu primeiro curso de dez dias e também depois, a medida em que continuou praticando e reencontrando com seu professor sempre que ele vinha a Rangum.
Em 1941 um outro evento importante aconteceu em sua vida. Enquanto viajava a serviço pelo norte da Birmânia ele chegou a conhecer Webu Sayadaw, um monge por muitos reconhecido como arahant. Webu Sayadaw ficou impressionado com a proficiência de Ba Khim em meditação e o incentivou a começar a ensinar.
Em 4 de Janeiro de 1948, no dia em que a Birmânia ganhou a independência, Ba Khim foi nomeado Contador Geral da União da Birmânia.
Em 1950 ele fundou a Associação Vipassana do Escritório do Contador Geral, onde leigos, na maioria empregados daquele escritório, podiam aprender meditação Vipassana. Em 1952 o ''International Meditation Centre'' (I.M.C) foi aberto em Rangum, a dois quilômetros do Pagoda Shwedagon, onde muitos birmaneses e estrangeiros receberam instruções de Dhamma de Ba Khim. Ele também foi figura ativa no planejamento do sexto concilio budista, conhecido como Chaṭṭha Saṅgāyana (Sexta recitaçao) que aconteceu em 1954 a 1956 em Yangon.
Ba Khim se aposentou de sua carreira no governo em 1967. A partir de então ele permaneceu ensinando Vipassana no I.M.C. ate sua morte em 1971, após complicações em uma cirurgia.

## Legado
Ba Khim, tendo sido um notável professor de Vipassana, deixou inúmeros estudantes que após sua morte fundaram diversos centros de meditaçao de sua tradiçao em varios paises.
Existem seis centros I.M.C. ramificações do I.M.C. em Rangum na Birmânia. Esses centros são guiados pela sua discípula mais próxima, Mya Thwin, conhecida pelos seus alunos como Mãe Sayama Gyi. 
Outro estudante proeminente de Ba Khim foi S. N. Goenka. Existem mais de cem centros de Vipassana baseados nos ensinamentos de S. N. Goenka na tradição de Sayagyi U Ba Khin espalhados ao redor do mundo.

## Referencias
1. ↑  http://www.pariyatti.org/Resources/Treasures/SayagyiUBaKhin/tabid/80/Default.aspx
2. ↑  http://www.buddhanet.net/masters/u-ba-khin.htm
3. ↑  http://www.internationalmeditationcentre.org/docs/sayagyi.html
4. ↑  https://www.dhamma.org/pt/locations/directory